# Francesco Maria Ciaraffoni
Francesco Maria Ciaraffoni (Fano, 11 maggio 1720 – Ancona, 3 febbraio 1802) è stato un architetto e pittore italiano.
Studiò pittura a Venezia, ma tornato nelle Marche visse quasi sempre ad Ancona e fu sepolto nella cattedrale di questa città, ove progettò la chiesa del Santissimo Sacramento, l'ampliamento della chiesa e del convento di San Francesco alle Scale, l'ampliamento della chiesa di San Gregorio Illuminatore, la chiesa di Santa Croce di Pietralacroce, la cappella di Sant'Anna e del Beato Antonio Fatati nella cripta della cattedrale di San Ciriaco e numerosi edifici civili, tra cui Palazzo Jona, Palazzo Bonarelli e Palazzo Cadolini.

## Opere

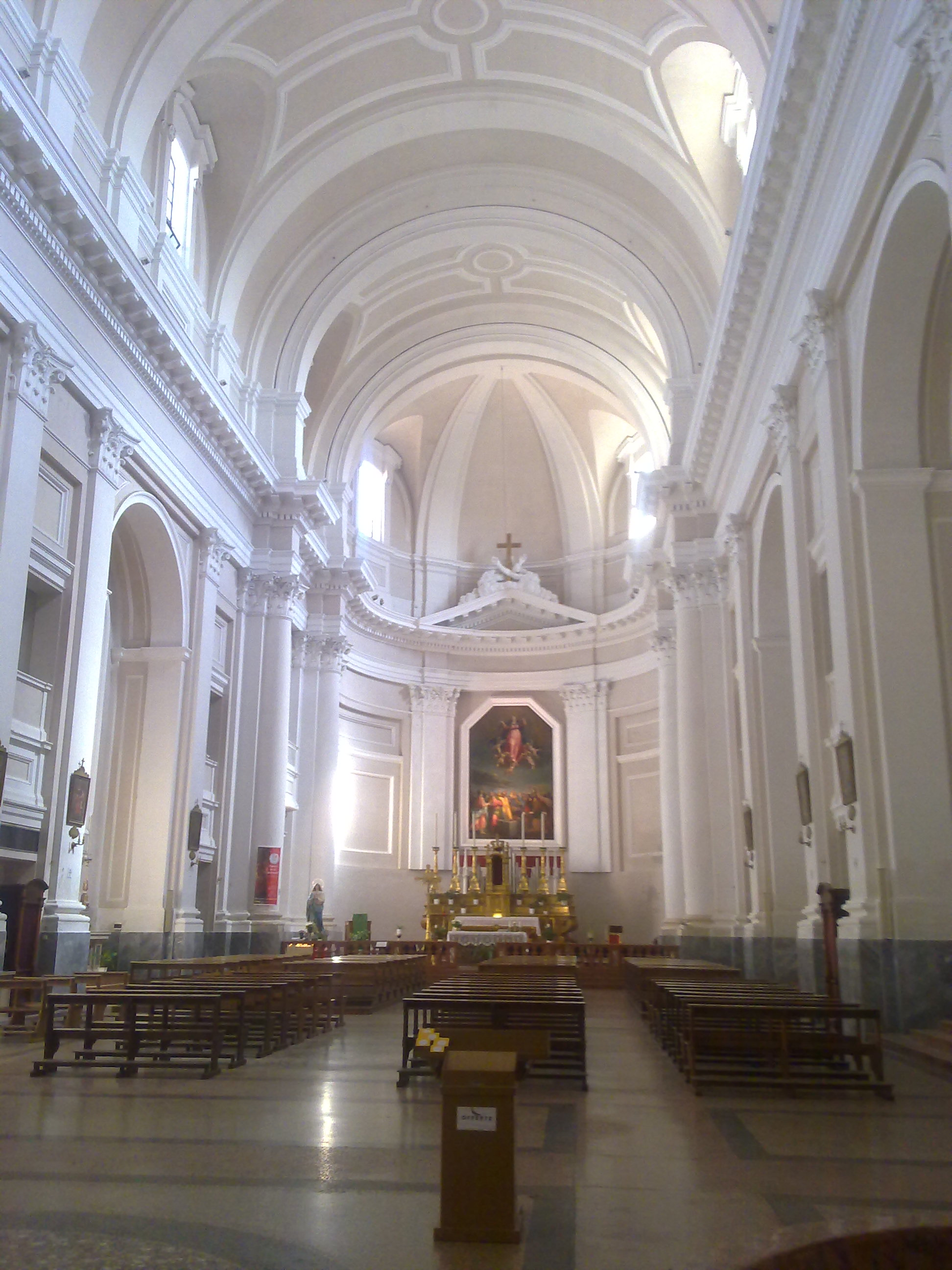
Interno della Chiesa di San Francesco alle Scale, Ancona

- interno della Chiesa del Santissimo Sacramento ad Ancona;
- ampliamento della chiesa e convento di San Francesco alle Scale ad Ancona;
- ampliamento della Chiesa di San Gregorio Illuminatore, 1760, di Ancona[1].;
- Palazzo Jona ad Ancona;
- Palazzo Bonarelli ad Ancona;
- Palazzo Cadolini ad Ancona;
- Palazzo Simonetti[2] ad Ancona;
- Palazzo Bernabei, 1787, ad Ancona[3].
- una pala d'altare per la Chiesa di San Biagio ad Ancona;
- progetto del palazzo comunale di Corinaldo
- progetto del Teatro Pergolesi di Jesi;
- rifacimento della Chiesa e del Convento di San Floriano a Jesi;
- progetto della sede dell'attuale comune di Fano;
- progetto della cappella di Sant'Anna e del Beato Antonio Fatati, situata nella cripta della cattedrale di San Ciriaco di Ancona.

Progettò inoltre numerosi edifici a Recanati, Agugliano, Camerano e Cartoceto.